# Тодор Стефановић Виловски
Тодор Стефановић Виловски (Земун, 25. децембар 1854 — Жомбољ, 9. јануар 1921) био је српски новинар, књижевник, историчар и политичар.

## Биографија
Рођен је у Земуну 1854. године, од оца Јована Стефановића Виловског (1821–1902) аустријског официра, публицисте и стручњака хидролога. У родном граду је завршио основну школу и започео гимназију. Породица се 1865. године преселила из Земуна у Беч. У Бечу је млади Стефановић завршио гимназију а потом и студије на тамошњем Универзитету. Њихова породична кућа у Бечу је била (нарочито недељом) стециште српских официра, књижевника, уметника, новинара, политичара. Оставио је значајну обимну мемоарску грађу у којој је живописно описао бројне савременике. Умро је након Првог светског рата у Жомбољу, почетком 1921. године.

## Друштвени ангажман
Заједно са новинаром Стеваном Ћурчићем је покренуо у Бечу 1875. године илустровани лист "Србадију". Када су Словенци 1880. године покренули "Словенски алманах" у Бечу, уредници српског дела били су Тодор и Паја Ј. Марковић.
Тодор је више пута биран за председника студентског друштва "Зора" у Бечу. За време његовог мандата између 1875-1880. године број чланова студената повећао се са 27 на преко 80. Уредник је часописа "Српска Зора" у Бечу 1880. године. Године 1905. он је у Бечу у бечком научном клубу одржао на немачком језику предавање на тему: "О Цариграду и његовом значају као културног и модерног града у средњем веку". Претходно предавање одржано 3. новембра 1905. године за немачку публику имало је наслов: "Град и тврђава Београд...". Још 1893. године Стефановић је у истом бечком клубу одржао предавање о византијским женским карактерима.
Примљен је по својој молби у српско поданство 14. новембра 1881. године. Одмах је постављен за шефа српског пресбироа. У Србији је био секретар Министарства спољних послова (1885). Редовни је члан Српског пољопривредног друштва у Београду. Написао је неколико књига о историји Београда. Његов запажени публицистички рад је расправа "Цариград као центар моде у средњем веку" из 1907. године. За време Балканских ратова био је он поново шеф српског прес бироа у Лондону (1913). Вратио се у Београд почетком 1916. године.